# Pizzerías take and bake

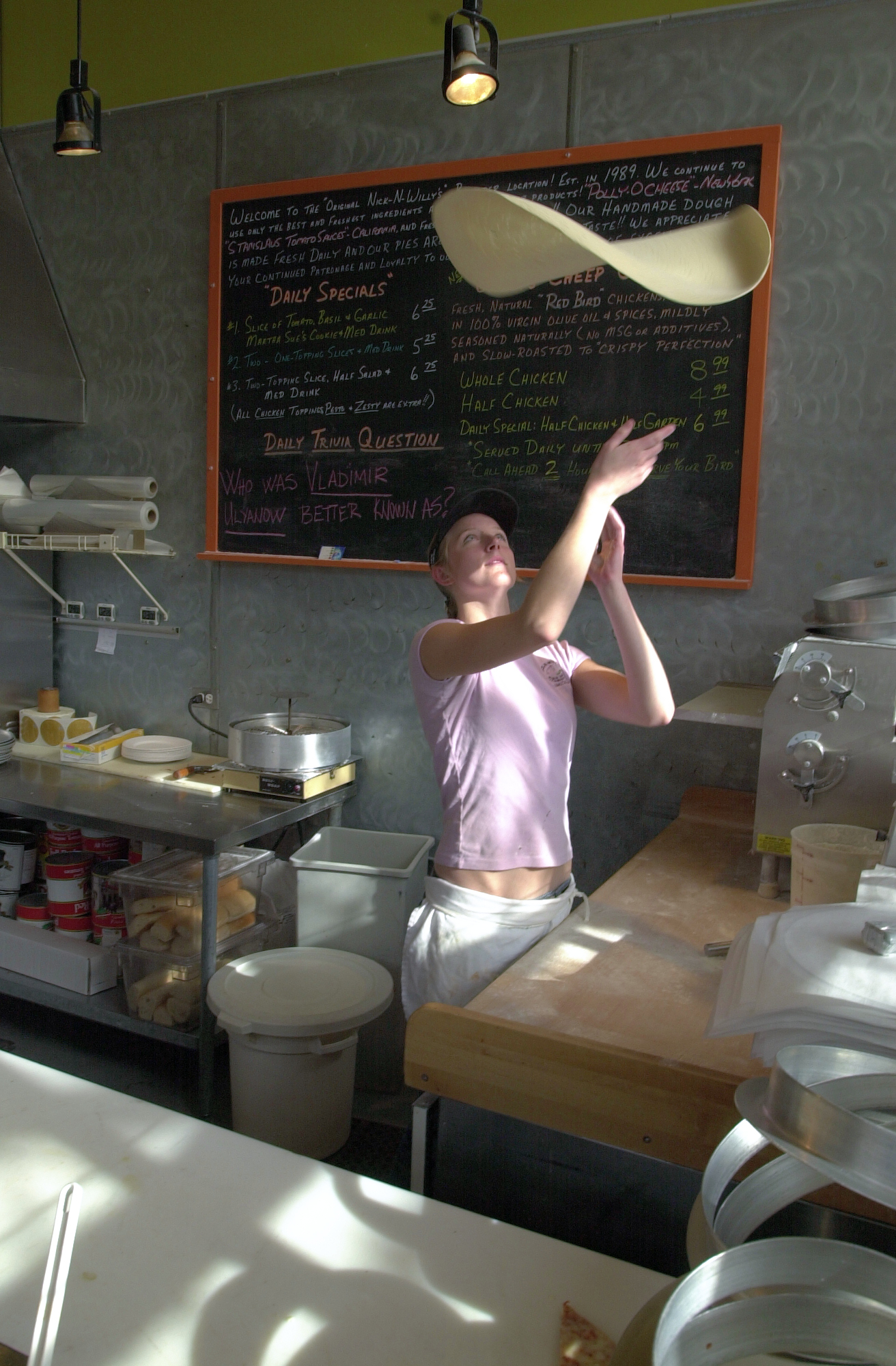
Girando una masa

Take and bake puede traducirse como "llévatela y hornea" y hace referencia a un tipo de pizzería que vende a sus clientes pizzas sin cocinar para que las cocinen en casa.
Por lo general, las pizzas para tomar y hornear se preparan con ingredientes frescos a gusto de la persona que lo solicite, aunque la pizzería también puede tener ya preparadas las pizzas más solicitadas o algunas por demanda previa.
De acuerdo con Nation's Restaurant News, las pizzerías take-and-bake generalmente tienen costos más bajos porque requieren menos espacio para restaurantes y equipos. Como resultado, pueden llegar a socavar el mercado de las grandes cadenas de pizzerías.
Muchas pizzerías take-and-bake operan como entidades independientes o como parte de una tienda de delicatessen. Dichos establecimientos a menudo ofrecen otros artículos del menú además de pizza, como masa para galletas, refrescos, ensaladas, palitos de pan o postres.
Algunos supermercados también ofrecen esta característica, incluso en algunos se puede encontrar una tienda de delicatessen con una sección de pizzas. Algunas pizzerías tradicionales ofrecen las tres modalidades de pizza: para comer, llevar y llevar y hornear en casa.